# Kvamsøy
Kvamsøy ou Kvamsøy i Hardanger, est une île dans le landskap Sunnhordland du comté de Vestland. Elle appartient administrativement à Kvam.

## Géographie
Rocheuse et couverte d'arbres, elle s'étend sur environ 1,045 km de longueur pour une largeur approximative de 786 m. Elle compte une dizaine d'habitations.